# Gulubane
Gulubane is een dorp in het district North-East in Botswana. De plaats telt 797 inwoners (2011).